# Otto-Nuschke-Ehrenzeichen

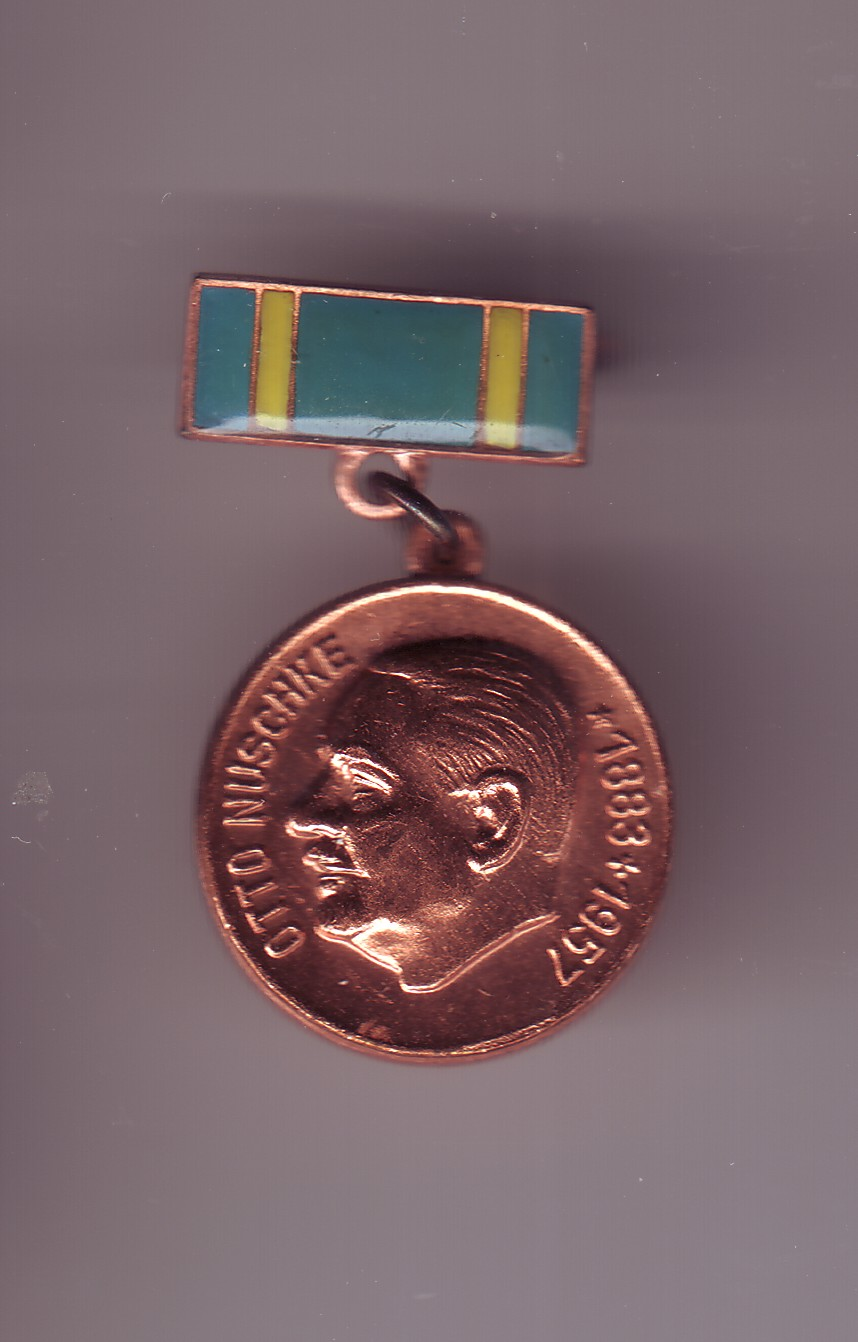
Otto-Nuschke-Ehrenzeichen in Bronze

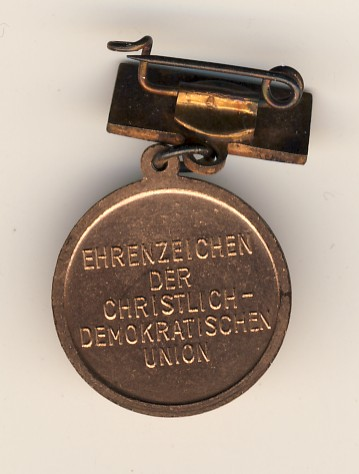
Otto-Nuschke-Ehrenzeichen in Bronze, Rückseite

Das Otto-Nuschke-Ehrenzeichen war eine  nichtstaatliche Auszeichnung der Christlich-Demokratischen Union Deutschlands (CDU) der Deutschen Demokratischen Republik (DDR), welche 1960 in drei Stufen, Bronze, Silber und Gold, gestiftet wurde. 

## Beschreibung
Auf dem 10. Parteitag der CDU in Erfurt vom 22.–25. Juni 1960 wurde die Stiftung dieses Ehrenzeichens bekanntgegeben. Die Medaille wurde für verdienstvolle Mitarbeit in der Partei verliehen.

## Aussehen
Das Ehrenzeichen hat die Form einer Medaille mit einem Durchmesser von 20,5 mm. Sie zeigt auf ihrem Avers ein nach links blickendes Kopfporträt von Otto Nuschke, an dessen linker Seite die Umschrift: OTTO NUSCHKE und an seiner rechten Seite seine Lebensdaten: *1883+1957 zu lesen ist. Das Revers zeigt dagegen die fünfzeilige Inschrift: EHRENZEICHEN / DER / CHRISTLICH- / DEMOKRATISCHEN / UNION. Getragen wurde die Medaille an einer 17,5 × 7 mm großen hellblau emaillierten Spange, in deren Vorderseite zwei senkrechte gelbe Mittelstreifen eingelegt sind, die etwa 5 mm vom Rand der Spange entfernt stehen. Das Otto-Nuschke-Ehrenzeichen wurde an der linken oberen Brustseite getragen.
Vom Otto-Nuschke-Ehrenzeichen ist die 1958 gestiftete Otto-Nuschke-Plakette der CDU zu unterscheiden.